# Phlyctimantis leonardi
Pour les articles homonymes, voir Leonardi (homonymie).
Espèce
Synonymes
- Hylambates leonardi Boulenger, 1906 "1905"

Statut de conservation UICN

 LC  : Préoccupation mineure
Phlyctimantis leonardi est une espèce d'amphibiens de la famille des Hyperoliidae.

## Répartition
Cette espèce se rencontre :
- au Cameroun ;
- en République du Congo ;
- au Gabon ;
- dans l'ouest de la République démocratique du Congo ;
- en Guinée équatoriale.

Sa présence est incertaine dans l'enclave de Cabinda en Angola.

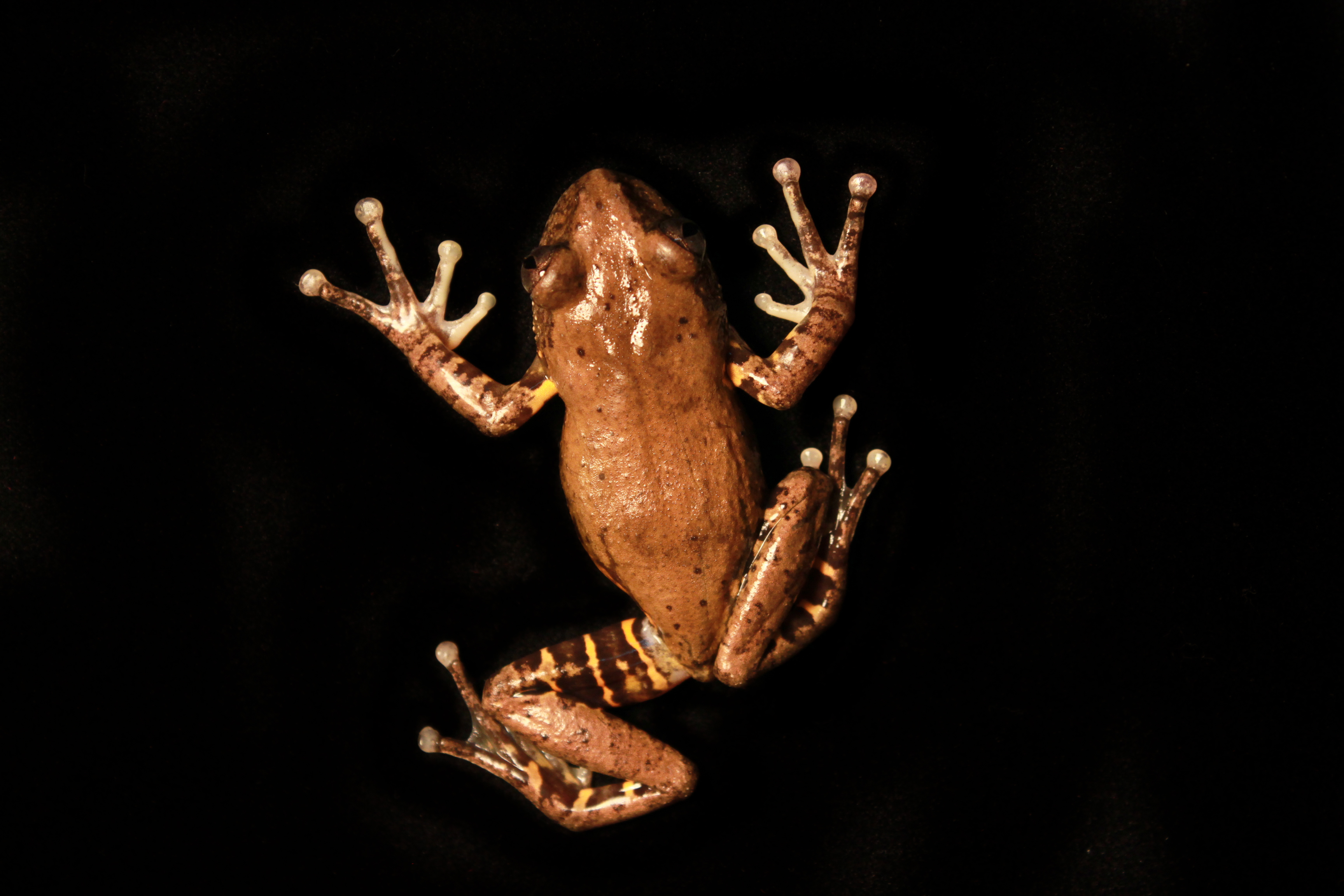

## Étymologie
Cette espèce a été nommée en l'honneur de Leonardo Fea.

## Publication originale
- Boulenger, 1906 "1905" : Report on the batrachians collected by the late L. Fea in West Africa. Annali del Museo Civico di Storia Naturale di Genova, sér. 3, vol. 2, p. 157-172 (texte intégral).